# Yanghe (sockenhuvudort i Kina, Hunan Sheng, lat 29,27, long 110,70)
Yanghe (kinesiska: 阳和, 阳和土家族乡) är en sockenhuvudort i Kina. Den ligger i provinsen Hunan, i den södra delen av landet, omkring 250 kilometer nordväst om provinshuvudstaden Changsha. Antalet invånare är 17 217. Befolkningen består av 8 264 kvinnor och 8 953 män. Barn under 15 år utgör 17,0 %, vuxna 15-64 år 71 %, och äldre över 65 år 11,0 %.
Runt Yanghe är det ganska tätbefolkat, med 166 invånare per kvadratkilometer. Närmaste större samhälle är Wulingyuan, 18,1 km nordväst om Yanghe. I omgivningarna runt Yanghe växer huvudsakligen savannskog.
Genomsnittlig årsnederbörd är 1 766 millimeter. Den regnigaste månaden är maj, med i genomsnitt 286 mm nederbörd, och den torraste är december, med 22 mm nederbörd.